# Pomniki przyrody w gminie Kruszwica
Pomniki przyrody w gminie Kruszwica porozrzucane są głównie na terenie Nadgoplańskiego Parku Tysiąclecia, ale znaczną ilość można spotkać na terenie całej gminy.

## Pomniki przyrody gminy Kruszwica
- w miejscowości Giżewo
  - topola biała o obwodzie w pierśnicy 320 cm

- w miejscowości Janowice
  - klon srebrzysty o obwodzie 340 cm
  - głóg jednoszyjkowy o obwodzie 120 cm

- w miejscowości Kobylniki
  - cypryśnik błotny o obwodzie 310 cm
  - cypryśnik błotny o obwodzie 250 cm
  - cypryśnik błotny o obwodzie 230 cm
  - cypryśnik błotny o obwodzie 222 cm
  - cypryśnik błotny o obwodzie 217 cm
  - orzech czarny o obwodzie 320 cm

- na drodze w odcinku Kobylniki-Janowice
  - lipa drobnolistna o obwodzie 396 cm
  - lipa drobnolistna o obwodzie 368 cm
  - lipa drobnolistna o obwodzie 348 cm
  - lipa drobnolistna o obwodzie 325 cm
  - lipa drobnolistna o obwodzie 320 cm
  - lipa drobnolistna o obwodzie 310 cm
  - lipa drobnolistna o obwodzie 269 cm
  - lipa drobnolistna o obwodzie 267 cm

- w Kruszwicy koło Bazyliki Kolegiaty
  - lipa drobnolistna o obwodzie 370 cm
  - lipa drobnolistna o obwodzie 310 cm
  - lipa drobnolistna o obwodzie 300 cm
  - lipa drobnolistna o obwodzie 280 cm
  - lipa drobnolistna o obwodzie 280 cm
  - lipa drobnolistna o obwodzie 250 cm

- w miejscowości Lachmirowice
  - głaz narzutowy o obwodzie 520 cm, stanowiący własność pana Andrzeja Świątka

- w miejscowości Ostrowo nad Gopłem
  - świerk pospolity o obwodzie 240 cm
  - głaz narzutowy "Piast" o obwodzie 750 cm

- w miejscowości Ostrówek
  - wiąz polny "Popiel" o obwodzie 590 cm- zapisany do klasy 0 z uwagi na wiek i wymiary
  - głaz narzutowy z odwróconą swastyką "Głaz odnia" o obwodzie 300 cm- zapisany pod klasę I z uwagi na znaczenie kulturowe
  - aleja przydrożna na drodze Złotowo-Ostrówek składająca się z czterdziestu jeden drzew w tym:
    - trzydziestu jeden lip drobnolistych o obwodzie od 310 cm do 140 cm
    - ośmiu klonów zwyczajnych o obwodzie od 315 cm do 165 cm
    - dwóch wiązów szypułkowych o obwodzie 205 i 200 cm

- w miejscowości Piaski
  - orzech czarny o obwodzie 360 cm
  - orzech czarny o obwodzie 300 cm
  - jesion wyniosły o obwodzie 550 cm
  - jesion wyniosły o obwodzie 320 cm
  - wiąz szypułkowy o obwodzie 310 cm
  - wiąz szypułkowy o obwodzie 290 cm
  - topola biała o obwodzie 350 cm
  - daglezja zielona o obwodzie 185 cm

- w miejscowości Polanowice
  - lipa drobnolistna o obwodzie 410 cm
  - jesion wyniosły o obwodzie 360 cm
  - jesion wyniosły o obwodzie 300 cm
  - buk zwyczajny odmiany czerwonej o obwodzie 360 cm
  - buk zwyczajny odmiany czerwonej o obwodzie 300 cm
  - wiąz szypułkowy o obwodzie 380 cm
  - wiąz szypułkowy o obwodzie 320 cm
  - topola czarna o obwodzie 380 cm

- w miejscowości Popowo
  - dąb szypułkowy o obwodzie 370 cm
  - dąb szypułkowy o obwodzie 364 cm
  - lipa drobnolistna o obwodzie 340 cm
  - lipa drobnolistna o obwodzie 280 cm

- w miejscowości Przedbojewice
  - topola biała o obwodzie 400 cm

- w miejscowości Rzeszynek
  - buk zwyczajny o obwodzie 310 cm
  - lipa drobnolistna o obwodzie 390 cm
  - lipa drobnolistna o obwodzie 380 cm
  - topola czarna o obwodzie 500 cm
  - topola czarna o obwodzie 450 cm
  - topola czarna o obwodzie 274 cm
  - topola czarna o obwodzie 250 cm
  - topola czarna o obwodzie 220 cm

- w miejscowości Szarlej
  - głaz narzutowy o obwodzie 395 cm

- w miejscowości Tarnowo
  - lipa szerokolistna o obwodzie 460 cm
  - lipa szerokolistna o obwodzie 420 cm
  - lipa szerokolistna o obwodzie 280 cm
  - dąb szypułkowy o obwodzie 370 cm
  - dąb szypułkowy o obwodzie 300 cm
  - platan klonolistny o obwodzie 390 cm
  - kasztanowiec żółty o obwodzie 190 cm
  - klon srebrzysty o obwodzie 300 cm